# رقص مدرسه
مدرسه رقص (انگلیسی: School Dance) یک فیلم به کارگردانی نیک کانن است که در سال ۲۰۱۴ منتشر شد.

## بازیگران
- بابی جی تامپسون
- ویلمر والدراما
- لونل
- مایک اپس
- جرج لوپز
- افرن رامیرز
- ملیسا مولینارو
- کوین هارت
- پیت دیویدسون